# Mimostrangalia kurosonensis
Mimostrangalia kurosonensis là một loài bọ cánh cứng trong họ Cerambycidae.